# Zutrugenspitze
Die Zutrugenspitze, auch Zutrugenkarspitze, ist ein 2662 m ü. A. hoher Berggipfel der Schobergruppe in Osttirol (Österreich).

## Name
Die Zutrugenspitze wird in der Alpenvereinskarte als Zutrugenkarspitze bezeichnet. Dahingegen trägt der in anderen Kartenwerken als Oberen Tor bezeichnete Berggipfel in der Alpenvereinskarte den Namen Zutrugenspitze.

## Lage
Die Zutrugenspitze liegt im Süden des Hochschober-Westkamms im äußersten Westen der Schobergruppe in der Gemeinde St. Johann im Walde. Sie befindet sich inmitten großer Trümmerkare und ist vom nördlich gelegenen Hauptkamm mit der Kreuzspitze nur durch einen herabgleitenden Schuttrücken verbunden. Westlich befinden sich mit dem Oberen Tor (2756 m ü. A.) und dem Leibniger Tor (2515 m ü. A.), östlich mit dem Zilinkopf (2616 m ü. A.) weitere südliche Ausläufer des Hochschober-Westkamms. Die Zutrugenspitze fällt nach Süden steil ins Tal des Leibnitzbachs zur Leibnitz Alm ab. Nächstgelegene Ortschaft ist Oberleibnig (Gemeinde St. Johann im Walde).